# Bianca Maria Visconti
Blanca María Visconti (en italiano: Bianca Maria Visconti) (Settimo Pavese, 31 de marzo de 1425-Melegnano; 28 de octubre de 1468) fue duquesa de Milán desde 1450 hasta 1468.

## Biografía

### Primeros años
Nacida cerca de Settimo Pavese, Bianca María era la hija  bastarda de Filippo Maria Visconti, duque de Milán y el último de los gobernantes Visconti, y de Inés del Maino, la única persona que el tímido y solitario Filippo alguna vez amó. Inés era hija de Ambrosio del Maino, un noble milanés y superintendente ducal. Inés sirvió como dama de honor a la esposa de Felipe, Beatriz Lascaris de Tenda. La pareja tuvo una segunda hija, llamada Caterina María o Lucía María, también nacida en Settimo en 1426, pero murió poco después de su nacimiento.
Los abuelos paternos de Bianca fueron Gian Galeazzo Visconti y Caterina Visconti.
Cuando tenía seis meses de edad, Bianca y su madre fueron enviadas a un castillo en Abbiate (así era conocida en ese tiempo esa localidad), en donde una rica residencia se había establecido para las dos. El duque pasó gran parte de su tiempo en Abbiategrasso, donde quedó impresionado por el fuerte carácter de Bianca.
Bianca pasó su infancia y adolescencia en Abbiategrasso, dónde recibió una educación humanística. La biblioteca Ducal contenía una gran variedad de obras: clásicos latinos, textos en narrativa provenzal y francés, obras didácticas y científicas, así como textos en italiano y volgare, principalmente de autores toscanos. Tanto Bianca como su padre eran cazadores apasionados y amantes de los caballos.

### Matrimonio
En 1430, a la edad de seis años, Bianca fue prometida al condotiero Francisco Sforza de la Casa de Sforza, un hombre 24 años mayor que ella. En este año el (contrato) de condotiero entre Milán y Sforza llegaba a su fin, y el compromiso era un intento de mantener el poder general vinculado con Milán. También se ha sugerido que Visconti atrajo a Sforza con la promesa de nombrarlo legítimo heredero del Ducado. Sforza probablemente también aceptó debido a la rica dote, que incluía los territorios en las áreas de Cremona, Castellazzo y Bosco Frugarolo. El contrato fue firmado el 23 de febrero, de 1432, en el castillo de Porta Giovia, la residencia de los Visconti en Milán. El portavoz oficial de Bianca era su padrino, Andrea Visconti, general de la orden Humiliates. La presencia de Bianca y su madre en la ceremonia no es segura. Según algunas fuentes, ella visitó Milán por primera vez cuando ya estaba en edad para casarse.
En los años siguientes, el suspicaz Filippo María trató dos veces de disolver el compromiso con el ambicioso Sforza: en 1434, después de que este se había aliado con el Papa Eugenio IV, quien lo envió a luchar a Milán, Carlos Gonzaga, el hijo de Gianfrancesco Gonzaga, marqués de Mantua, fue contactado. El posterior proyecto de compromiso matrimonial entre Bianca y Leonel de Este, marqués de Ferrara, Modena y Reggio, fue sólo una maniobra política para presionar a Sforza para salir de la alianza formada por él con la Venecia en contra de Milán. El viaje de Bianca a Ferrara en ese momento (septiembre de 1440) fue también su primer viaje confirmado fuera de Abbiategrasso. El intento de obligar a Sforza a cambiar de alianzas fue infructuoso, y Bianca regresó a su castillo en abril de 1441.
En el mismo año Niccolò Piccinino, capitán de las tropas milanesas, creó dificultades a Francisco, él le preguntó a Visconti por el señorío de Piacenza a cambio de la captura de Sforza. Visconti luego se movilizó para reconciliarse con Sforza, suspender las hostilidades y le envió propuestas de paz, junto con el apoderado para el matrimonio con Bianca.
El 24 de octubre de 1441 Francisco Sforza y Bianca María Visconti se casaron en la Abadía de San Segismundo en Cremona, prefiriéndola sobre la Catedral de esa ciudad, por razones de seguridad. En la manera típica del Renacimiento italiano, las fiestas duraron varios días e incluyeron un suntuoso banquete, torneos, un palio, carros alegóricos y un enorme pastel, reproducción de la Torrazzo di Cremona, principal torre de la ciudad. Es probable que este pastel sea el origen del Turrón.

### Primeros años después de su matrimonio
El 7 de noviembre de 1441, Filippo María emitió un decreto reduciendo los derechos de sus vasallos, incluido Francisco. Este último prefirió establecerse en el territorio más seguro de Venecia, en la aldea de Sanguinetto. En los mismos años, Francisco y Bianca fueron invitados a Venecia por el dogo de Venecia Francesco Foscari. Poco después, la noticia de que Piccinino amenazaba las posesiones de Sforza en Marcas llegó a la ciudad. Bianca entonces acompañó a su marido a Rímini, en donde fueron huéspedes de Segismundo Pandolfo Malatesta, en Gradara y luego en Jesi. Aquí permaneció en el castillo, mientras que Francisco dirigió las operaciones militares contra Piccinino. En 1442 Bianca (entonces de 17 años de edad) fue nombrada regente de Marcas. Esta elección puede parecer sorprendente, pero numerosas crónicas de la época afirman que Bianca había demostrado en repetidas ocasiones sus habilidades en la administración y la diplomacia. En cuanto a la relación personal de la pareja ducal, si bien es cierto que Francisco tenía fuertes sentimientos hacia Bianca, también es cierto que fue infiel con frecuencia. Bianca en general reaccionó con indiferencia. En una ocasión, sin embargo, en 1443, una de las amantes de su marido desapareció y fue asesinada en dudosas circunstancias.
En 1442 Francisco fue excomulgado. Cuatro años más tarde, enfermo y en declive, Filippo Maria Visconti se acercó a Francisco para una reconciliación. Este último, sin embargo, se mantuvo receloso y, a pesar de las súplicas de Bianca, prefirió concentrarse en la defensa de sus territorios, amenazados por tropas papales. En 1447 Sforza, sintiéndose más confiado, aceptó el cargo de lugarteniente del Ducado de Milán, pero Visconti, celoso y desconfiado después de la popularidad de Sforza en Milán, pronto cambió de opinión. Al mismo tiempo, el nuevo Papa, Nicolás V, exigió la restitución de Jesi. Fue una época muy difícil para Francisco y Bianca.
Francisco Sforza devolvió al papa la ciudad de Jesi, a cambio de 35.000 florínes, y se trasladó en dirección a Milán junto con su esposa. La noticia de la muerte de Filippo Maria Visconti, quien murió en la noche entre el 13 y 14 de agosto de 1447, llegó a Francisco en Cotignola. Bianca estaba muy enojada cuando se enteró de los estragos sufridos por las propiedades Visconti en Milán después de la muerte de Filippo. Bianca y Francisco marchaban hacia Milán, con 4.000 caballeros y 2.000 infantes, cuando la recién nacida Aurea Repubblica Ambrosiana, bajo la amenaza de una invasión de Venecia, ofreció a Francisco el título de Capitán General. Bianca se negaba al favor, pero Francisco aceptó, comenzando tres años en los que se esforzó para reconquistar las ciudades que habían declarado la independencia del Ducado tras la muerte de Filippo Visconti.
En mayo de 1448, cuando Sforza fue a Pavía, los venecianos atacaron Cremona. Según las crónicas, Bianca se puso un traje de armadura de desfile y, junto con algunas tropas y el pueblo, corrió hacia el puente que conectaba la ciudad a Pavía. Luchó en la batalla que siguió durante todo el día. Este episodio ganó su fama como una "mujer guerrera".
Después de que el peligro veneciano había sido rechazado, Bianca se instaló en el Castillo Visconti de Pavía, junto con una gran corte. Sus buenas relaciones con sus parientes Visconti le ganó el apoyo popular, así como los préstamos y los fondos, para el frágil nuevo estado creado por su marido. El 24 de febrero de 1450, se produjo una revuelta en Milán. El embajador de Venecia fue asesinado, porque la Serenissima fue considerada responsable de la hambruna que asoló Milán. Una reunión de nobles y ciudadanos reconoció como señor a Francisco.

### Duquesa de Milán
La fecha de la entrada del nuevo duque y duquesa en Milán es discutida: el 22 de marzo o el 25. Francisco y Bianca rechazaron usar el carro triunfal (ellos lo llamaban "la superstición de los reyes"), en lugar de eso llegaron a la Catedral montados en un par de caballos. Era la primera vez que el título de duque había sido otorgado por los ciudadanos de la ciudad.
Durante los primeros años de su reinado, Bianca colaboró con su marido en la recuperación de los bienes de su padre y la restauración del Palacio Ducal. Francisco se enredó de nuevo en una guerra contra Venecia. Al quedarse a solas en Milán, Bianca se dedicó a la administración del Ducado, como lo demuestra la correspondencia con su esposo, donde da indicaciones preciosas sobre la educación de sus hijos (ver sección Hijos), los asuntos estatales, las dificultades financieras, y los detalles de su vida diaria. Las cartas también muestran el carácter asertivo de Bianca, que no dudó en expresar sus opiniones, incluso cuando diferían de las de su marido. Las cartas incluyen también las acusaciones de sus aventuras extramaritales.

En 1453 en Pavía, Bianca María hospedó a René I de Nápoles, a quien se le pidió ir a Cremona con su ejército para luchar junto a Sforza. Después ella le mostró el sitio de la obra de construcción del nuevo gran Castillo Sforzesco de Milán.

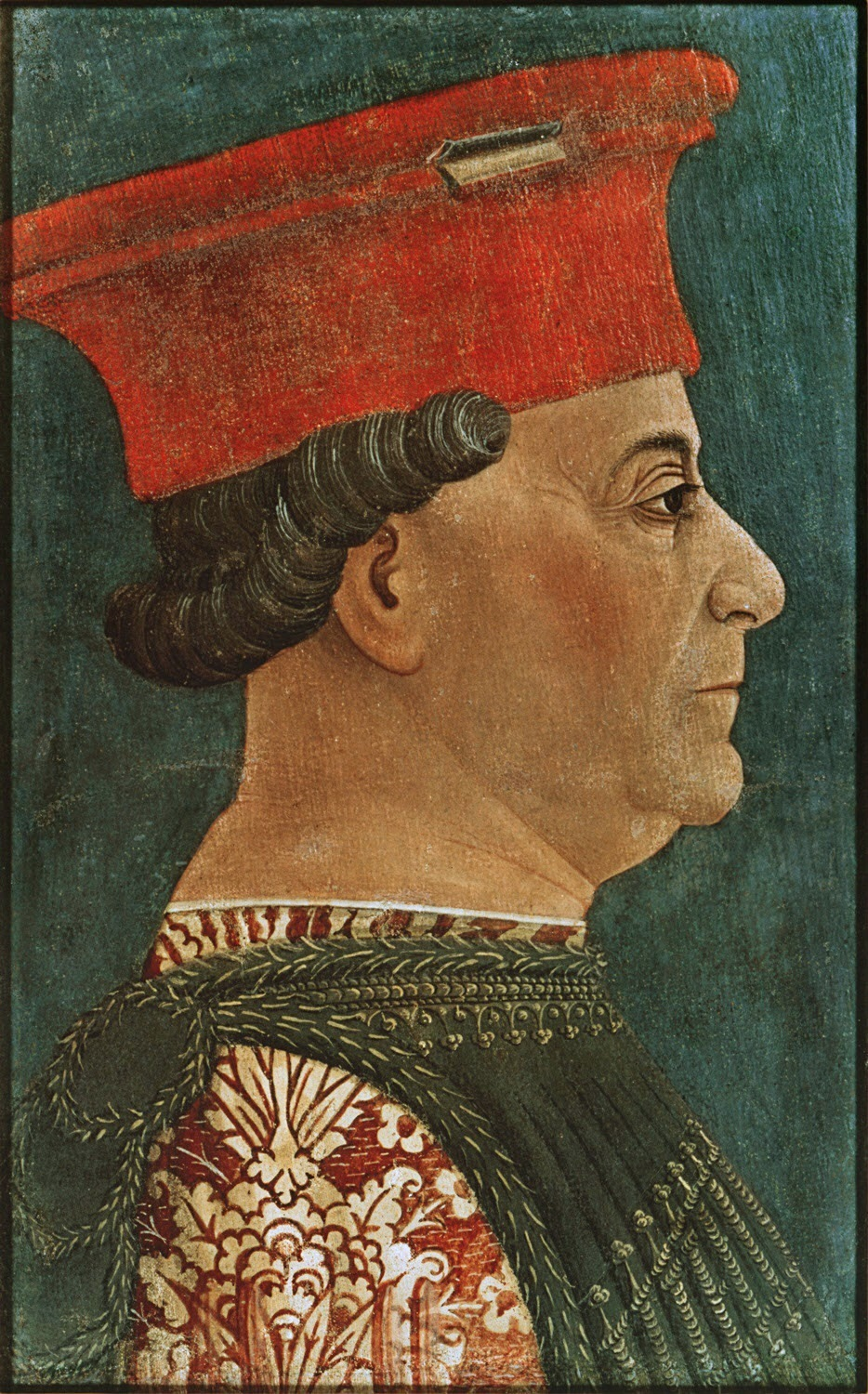
Francesco Sforza.

### Últimos años de vida
Después de la Paz de Lodi en 1454, Bianca se dedicó no sólo a la diplomacia y la restauración y embellecimiento de las varias residencias ducales, sino también a las obras públicas. La pareja ducal había construido un gran hospital en Milán, el Ospedale Maggiore, y, a menudo Bianca ofreció ayuda directa a numerosas mujeres pobres. En 1459 el Papa Pío II convocó a un consejo en Mantua para preparar una cruzada contra los otomanos. Bianca ofreció 300 caballeros, y Francisco fue propuesto como jefe militar de la expedición. La cruzada nunca se materializó, pero con el apoyo de Francisco y Bianca dado al papado, ganaron ellos bulas de indulgencia para el Duomo y el Ospedale Maggiore de Milán.
En 1462 Francisco Sforza, quien sufría de gota y edema, cayó enfermo. Durante su ausencia del gobierno, las capacidades políticas y administrativas de Bianca impidieron que el estado se derrumbara después de algunas rebeliones impulsadas por Venecia. Ella actuó efectivamente como corregente del Ducado. Bianca también promovió el matrimonio entre Jacobo Piccinino, hijo de Nicolás, y Drusiana, hija ilegítima de Francisco.
Los principales problemas para Bianca en este período provinieron de su hijo mayor, Galeazo María, cuyo inestable y peligroso carácter creó numerosos problemas para ella. El 13 de diciembre de 1465, su madre, Inés del Maino, murió. Poco después, el 8 de marzo de 1466, el duque Francisco Sforza, murió también. Bianca rápidamente tomó las riendas del ducado y llamó a Galeazo María, que estaba luchando junto al rey de Francia, para sucederlo como duque. El comportamiento de este último fue inicialmente de gratitud y respeto hacia su madre, pero pronto la codicia y la crueldad le llevó a actuar con independencia en contra del consejo de Bianca. Con el tiempo, el duque relegó a su madre a un papel cada vez más secundario y al final la obligó a abandonar Milán. Después se trasladó a Cremona, su ciudad dote. Según algunas fuentes, estaba pensando en ceder el control de la ciudad a Venecia, y ella tuvo contactos frecuentes con Fernando I de Nápoles, con el objetivo de derrocar a Galeazo.

### Últimos días
En contra del consejo de todos sus asesores, Bianca decidió participar en el matrimonio en Galeazo (9 de mayo de 1468). Al final de las fiestas acompañó a su hija Ippolita a Serravalle, de donde partió a Cremona. Sin embargo, cuando estaba en la mitad del camino, en Melegnano, cayó enferma. Una fiebre alta la obligó a permanecer en cama hasta agosto, pero ella mantuvo una intensa correspondencia. A principios de octubre, su condición empeoró aún más. Ella murió el 28 de octubre de ese año, después de haber recomendado a sus hijos más jóvenes, Isabel y Octaviano, a su hermano Galeazo. Fue enterrada en el Duomo de Milán, junto a su marido. La oración fúnebre, encargada por Galeazo, fue escrita por el humanista Francesco Filelfo.
Su muerte despertó sospechas; Galeazo María fue acusado por varios hombres, incluyendo a Bartolomeo Colleoni, de haberla envenenado. Es cierto que durante su enfermedad, en Melegnano había hombres cercanos a Galeazzo, algunos de los cuales estuvieron más adelante involucrados en otros casos de envenenamiento. Según Bernardino Corio, Bianca, "murió de ingratitud natural más que de veneno".

## Hijos
Bianca y Francesco Sforza tuvieron ocho niños, seis hijos y dos hijas:
- Galeazo, Duque de Milán desde 1466 a 1476 (cuando él fue asesinado);
- Hipolita María, esposa del Rey Alfonso II de Nápoles y madre de Isabel de Aragón, quien sería el tema de la Mona Lisa, quien se casó con Gian Galeazzo Sforza.
- Filippo Maria, Condé de Córcega.
- Sforza Maria, Duque de Bari desde 1464 a 1479.
- Ludovico, Duque de Bari desde 1479 a 1494 y Duque de Milán desde 1494 a 1499.
- Ascanio, Abad de Chiaraville, Obispo de Pavia, Cremona, Pesaro, y Novara y Cardenal.
- Isabel, esposa de Guillermo VIII Paleólogo, Margrave de Montferrato.
- Octaviano, Condé de Lugano, quien se ahogó mientras escapaba de ser arrestado.

Bianca Maria Visconti en su numerosa descendencia incluye a Catalina Sforza, María de Medícis, el Rey Luis XIV de Francia, el Rey Carlos II de Inglaterra, y a Diana, Princesa de Gales.

## Curiosidad
Hay una tradición que el "Visconti di Madrone" Cartas del Tarot, una de las más antiguas cubiertas en existencia, fue encargado por su padre en 1441 como un regalo de boda para Bianca Maria y Francesco. A causa de esto, ella a veces se denominaba como la "Señora del Tarot".

## Nota
1. ↑  Marcantonio Sabellico, en suHistoriae rerum ab venetarum Estados urbe condita, que antes del matrimonio, Francesco Sforza aseguró a Bianca que sus guerras contra su padre no había reducido su amor por ella.
2. ↑   Bernardino Corio, 'Historia Mediolanensis Patria
3. ↑  Enea Silvio Piccolomini, Commentarii.
4. ↑   Uno de las más íntimos de los emisarios Ducales fue Ambrogio de los Grifi, podestà de Sartirana, quien fue acusado posteriormente de haber envenenado a Ludovico el Moro.